# Borure d'aluminium-magnésium

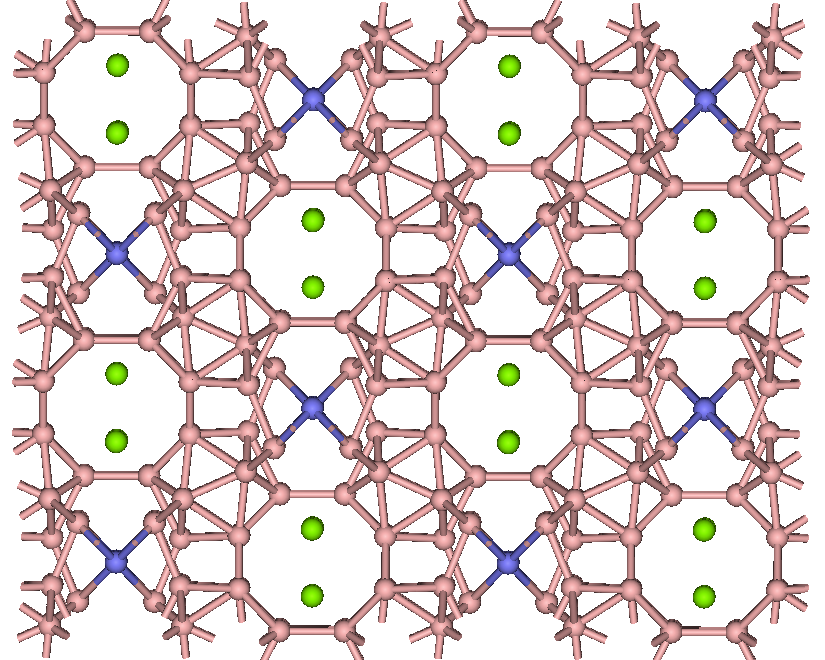
__ Al __ Mg __ BStructure cristalline de l'.

Un borure d'aluminium-magnésium, ou BAM, est un composé chimique de formule générique M1x M2y Xz B14−z, où M1 et M2 = Al, Mg, Li, Na ou Y, et X = Ti, C ou Si, généralement écrite AlMgB14 par simplification. Ces alliages sont des céramiques très résistantes à l'usure et qui présentent un coefficient de frottement particulièrement faible, atteignant 0,04 pour les composites AlMgB14–TiB2 non lubrifiés, et 0,02 en milieu lubrifié. Leur structure cristalline appartient au système orthorhombique avec quatre unités B12 icosaédriques par maille élémentaire. Leur coefficient de dilatation thermique est comparable à celui d'autres matériaux largement utilisés, comme l'acier et le béton.

## Production
Du borure d'aluminium-magnésium en poudre est produit industriellement en chauffant pendant quelques heures des mélanges de bore — non purifié et donc mêlé au magnésium — et d'aluminium en proportions proches de la stœchiométrie à une température de 900 à 1 500 °C. Les phases non désirées sont éliminées par dissolution dans l'acide chlorhydrique à chaud,. La réaction est facilitée par traitement préalable du mélange au moulin à billes, ce qui rend le produit final plus homogène. Tous les traitements préparatoires doivent être menés sous atmosphère inerte sèche afin de prévenir l'oxydation des métaux en poudre,. Les matériaux BAM contiennent généralement de petites quantités d'impuretés comme l'oxygène et le fer qui entrent dans la poudre au cours de sa préparation. Le fer, dont on pense qu'il provient essentiellement de débris d'usure dans le moulin à billes, faciliterait le frittage. Ils peuvent être alliés avec le silicium, le phosphore, le carbone, le diborure de titane TiB2, le nitrure d'aluminium AlN, le carbure de titane TiC et le nitrure de bore BN,.
Il est possible de déposer des couches de borure d'aluminium-magnésium par ablation laser pulsé (PLD) sur du silicium ou des métaux à partir d'une cible constituée de poudre en matériau BAM, tandis que les pièces massives sont obtenues par frittage de la poudre.

## Propriétés
La plupart des matériaux ultradurs ont une structure cristalline simple à symétrie élevée, comme les structures diamant et sphalérite. Les matériaux BAM présentent quant à eux une structure cristalline complexe à faible symétrie avec 64 atomes par maille élémentaire appartenant au système cristallin orthorhombique, dont la principale caractéristique est la présence de quatre icosaèdres contenant 12 atomes de bore. 8 autres atomes de bore lient ces icosaèdres aux autres atomes de la maille élémentaire. Tous les sites métalliques ne sont pas occupés, de sorte que la stœchiométrie du matériau est plus proche de Al0,75Mg0,75B14,. Les paramètres de la maille conventionnelle sont a = 1,031 3 nm, b = 0,811 5 nm, c = 0,584 8 nm, Z = 4, groupe d'espace Imma (no 74), masse volumique de 2,59 g/cm3. Leur point de fusion est estimé aux alentours de 2 000 °C.
Les matériaux BAM ont une largeur de bande interdite d'environ 1,5 eV. Ils présentent des absorptions significatives à des énergies inférieures, qu'on attribue aux atomes métalliques. Leur résistivité dépend de la pureté du matériau et est de l'ordre de 104 Ω cm. Leur coefficient Seebeck est relativement élevée en valeur absolue, entre −5,4 et −8,0 mV/K. Cette propriété est issue du transfert d'électrons des atomes métalliques vers les icosaèdres de bore et est intéressante pour les applications thermoélectriques.
Ils présentent une microdureté de 32 à 35 GPa, susceptible d'être portée à 45 GPa par alliage avec le diborure de titane TiB2, ce qui en fait un matériau ultradur, tandis que la ténacité peut être améliorée avec TiB2 ou par dépôt d'un revêtement en matériau BAM pratiquement amorphe ; la dureté et la ténacité maximum sont obtenues autour d'une fraction massique de TiB2 d'environ 60 %, tandis que la résistance à l'usure est optimale pour un taux de 70 à 80 % de TiB2, mais avec une dureté moindre. La dureté des matériaux BAM est réduite par addition de composés comme TiC ou AlN.
Le coefficient de dilatation du matériau AlMgB14 vaut environ 9 × 10−6 K−1, valeur assez proche de celle de matériaux usuels comme l'acier, le titane et le béton, ce qui rend possible son utilisation comme revêtement sur des pièces constituées de ces matériaux.

## Applications potentielles
Les matériaux BAM sont étudiés pour améliorer la résistance à l'usure des matériaux ainsi que pour réduire les pertes d'énergie dues aux frottements des pièces en mouvement. Des revêtements de 2 à 3 µm d'épaisseur se sont révélés suffisants pour accroître les performances et la durée de vie d'outils de tour.